# Сеисоње (Долина Аосте)
Сеисоње је насеље у Италији у округу Долина Аосте, региону Долина Аосте.
Према процени из 2011. у насељу је живело 27 становника. Насеље се налази на надморској висини од 1054 м.